# Last Friday Night (T.G.I.F.)
Last Friday Night (T.G.I.F.) er en sang sunget af den amerikanske sangerinde og sangskriver Katy Perry. Singlen er den femte på albummet Teenage Dream. Sangen er skrevet af Bonnie McKee, Lukasz Gottwald og Max Martin og er blevet produceret af Gottwald og Martin. Allerede før sangen blev udgivet som single var den placeret på Billboard Hot 100 og Canadian Hot 100 udelukkende pga. køb og downloads af sangen online.

## Musikvideo
Katy Perry spiller rollen som Kathy Beth Terry den kiksede teenagetøs som vågner op med en tilfældig person i sengen og et meget rodet værelse, og hurtigt går det op for hende at det er festen dagen før, som er skyld i denne uorden. Her får man så et flashback på dagen derpå, med bl.a. Rebecca Black. Der bliver danset, slåsset. Herefter vender man tilbage til nutiden hvor Kathys forældre kommer ind på værelset og undrer sig over hvad der er sket. Kathy prøver at komme med dårlige undskyldninger. Det var Rebeccas fest, men det ville Kathys forældre ikke tro på, og det ender med at forældrene tør op og lader Kathy Beth Terry sove.